# Mads Valentin
Mads Giersing Valentin Pedersen (Kokkedal, Fredensborg, Región Capital, Dinamarca, 1 de septiembre de 1996) es un futbolista danés. Juega de defensa y su equipo es el F. C. Augsburgo de la Bundesliga de Alemania.

## Trayectoria

### Nordsjælland
Valentin inició su trayectoria en las categorías menores del Snekkersten, donde su padre era entrenador y le regaló sus primeros botines de fútbol cuando tenía tres años. A los seis, se unió a la academia del Nivå-Kokkedal, y de 9 a 12 años jugó en el Hørsholm-Usserød. Luego de ello, Valentin se unió al que sería el club que lo hizo debutar en la profesional, el Nordsjælland, donde se ganó el apodo de Mini. Eran cinco jugadores llamados Mads, y como era el más pequeño se ganó tal apelativo, el cual estuvo impreso en su camiseta por mucho tiempo. En sus primeros años en el FCN, tuvo un breve paso por el Farum Boldklub.
En junio de 2015, Valentin fue promovido al primera equipo del Nordsjælland, cuando tenía 19 años, teniendo la oportunidad de extender su contrato. Es así que el 25 de gosto de 2015 hizo su debut oficial, disputando 26 minutos en la derrota por 1-0 ante el Næstved en la Copa de Dinamarca, ingresando en reemplazo de Nicklas Mouritsen. El 27 de septiembre debutó en la Superliga de Dinamarca, en un encuentro ante el Aarhus que ganaron por 2-0, ingresando al minuto 93 por Oliver Thychosen. A mediados de aquella temporada, se ganó el puesto de titular en la banda izquierda del Nordsjælland, dando la primera asistencia de su carrera en la última fecha del campeonato. Desde la siguiente campaña, la temporada 2016/17, Valentin se convirtió en un jugador clave del Nordsjælland, además del equipo sub-21 de su país.
A mediados de 2017, extendió nuevamente su contrato con el club y, tras superar una lesión que lo alejó dos meses de las canchas, anotó el primer gol de su carrera el 3 de diciembre de 2017, en la victoria por 3-1 sobre el Copenhague.

### Augsburgo
El 27 de junio de 2019, Valentin firmó un contrato de cinco años hasta el 30 de junio de 2024 con el Augsburgo de la Bundesliga de Alemania, convirtiéndose en uno de sus fichajes para la temporada 2019/20. El 10 de agosto debutó en la derrota por 2-1 ante el SC Verl, equipo de cuarta división que eliminó al Augsburgo en la primera ronda de la Copa de Alemania 2019-20.

### Zürich
El 30 de enero de 2020, el FC Zürich anunció su fichaje como cedido hasta mediados de año. El 2 de febrero hizo su debut como titular en el empate 1-1 ante el Sion. Solo disputó un encuentro más y terminó volviendo a Alemania.

## Selección nacional
Mads Valentin ha pasado por todas las categorías juveniles de la selección de futbol de Dinamarca. Integró la sub-18 (5 partidos), la sub-19 (13 partidos), la sub-20 (3 partidos) y la sub-21 (14 partidos), con la cual participó en las ediciones 2017 y 2019 de la Eurocopa Sub-21.

### Participación en Eurocopas
| Torneo                  | Sede                | Resultado    | Partidos | Goles |
| ----------------------- | ------------------- | ------------ | -------- | ----- |
| Eurocopa Sub-21 de 2017 | Polonia             | Primera fase | 2        | 0     |
| Eurocopa Sub-21 de 2019 | Italia · San Marino | Primera fase | 1        | 0     |

## Estadísticas
Actualizado el 29 de marzo de 2025.
| F. C. Nordsjælland Dinamarca | 2015-16       | 1.ª           | 16  | 0 | 1 | 0 | — | — | 17  | 0 |
| F. C. Nordsjælland Dinamarca | 2016-17       | 1.ª           | 25  | 0 | 1 | 0 | — | — | 26  | 0 |
| F. C. Nordsjælland Dinamarca | 2017-18       | 1.ª           | 25  | 3 | 0 | 0 | — | — | 25  | 3 |
| F. C. Nordsjælland Dinamarca | 2018-19       | 1.ª           | 22  | 0 | 1 | 0 | 5 | 0 | 28  | 0 |
| F. C. Nordsjælland Dinamarca | Total club    | Total club    | 88  | 3 | 3 | 0 | 5 | 0 | 96  | 3 |
| F. C. Augsburgo · Alemania | 2019-20       | 1.ª           | 2   | 0 | 1 | 0 | — | — | 3   | 0 |
| F. C. Zürich · Suiza | 2019-20       | 1.ª           | 2   | 0 | 0 | 0 | — | — | 2   | 0 |
| F. C. Zürich · Suiza | Total club    | Total club    | 2   | 0 | 0 | 0 | 0 | 0 | 2   | 0 |
| F. C. Augsburgo · Alemania | 2020-21       | 1.ª           | 15  | 0 | 0 | 0 | — | — | 15  | 0 |
| F. C. Augsburgo · Alemania | 2021-22       | 1.ª           | 29  | 2 | 0 | 0 | — | — | 29  | 2 |
| F. C. Augsburgo · Alemania | 2022-23       | 1.ª           | 28  | 0 | 1 | 1 | — | — | 29  | 1 |
| F. C. Augsburgo · Alemania | 2023-24       | 1.ª           | 27  | 1 | 1 | 0 | — | — | 28  | 1 |
| F. C. Augsburgo · Alemania | 2024-25       | 1.ª           | 7   | 0 | 2 | 0 | — | — | 9   | 0 |
| F. C. Augsburgo · Alemania | Total club    | Total club    | 108 | 3 | 5 | 1 | 0 | 0 | 113 | 4 |
| Total carrera | Total carrera | Total carrera | 198 | 6 | 8 | 1 | 5 | 0 | 211 | 7 |
| (1)Incluye datos de la Copa de Dinamarca (2015/16, 2016/17 y 2018/19) y la Copa de Alemania (2019/20). (2)Incluye datos de la Liga Europa de la UEFA (2018/19). |               |               |     |   |   |   |   |   |     |   |

## Vida personal
Su abuelo, Knud Valentin Sørensen jugó al fútbol de alto nivel en Silkeborg. Aunque Mads siempre usó el apodo Mini en su camiseta, en noviembre de 2018 decidió cambiar a Valentin, en honor a su familia y madurez como jugador.